# Federico Goded Echevarría
Federico Goded Echeverría (Madrid, 30 de novembre de 1917 - 9 d'abril de 1988) fou un enginyer espanyol, acadèmic de la Reial Acadèmia de Ciències Exactes, Físiques i Naturals.

## Biografia
El 1944 es va llicenciar en Enginyeria de Camins, Canals i Ports. Va ampliar estudis a les Escoles Politècniques de Lausana, Harwell, Argonne (Estats Units), i Calder-Hall (Anglaterra) i va fer pràctiques per a la divisió d'equipament industrial nuclear de la General Electric als Estats Units. El 1948 va rebre el premi extraordinari del Patronat Juan de la Cierva i el 1950 els premi Juan de la Cierva del CSIC. Alhora es doctorà i assolí la càtedra de nucleònica de l'Escola Tècnica Superior d'Enginyers de Camins Canals i Ports. El 1955 formà part de la delegació espanyola a la Conferència de Ginebra Àtoms per la pau. Formaria part del Consell Superior d'Obres Públiques i del Consell de Seguretat Nuclear.
Més tard fou catedràtic de tecnologia nuclear a la Universitat Politècnica de Madrid i de 1975 a 1981 en l'Escola d'Enginyeria de la UNED, de la que en fou director. El 1970 fou escollit acadèmic de la Reial Acadèmia de Ciències Exactes, Físiques i Naturals, ingressant amb el discurs Distribuciones de neutrones térmicos. Va treballar en els camps de les granulometries òptimes, elasticitat teòrica i aplicada, mecànica quàntica, enginyeria nuclear o teoria de la relativitat.

## Obres
- Reactores de uranio natural (1956)
- Teoría de la elasticidad lineal y sus funciones de tensión Madrid : Dossat, 1959
- Mecánica cuántica Madrid : Dossat, 1965
- Relatividad general, estado actual y tendencias previstas, [Madrid] : Instituto de España, D. L. 1974.
- Elasticidad y resistencia de materiales, UNED, 1991. ISBN 84-362-0379-8
- [La ciencia del desenlace de la última guerra mundial]: discurso inaugural del año académico 1981-1982, leído en la sesión celebrada el día 28 de octubre de 1981, Madrid : Real Academia de Ciencias Exactas, Físicas y Naturales, 1981. ISBN 84-600-2430-X
- Introducción a la historia de la física del siglo XX UNED, 1978. ISBN 84-362-1303-3
- Elasticidad y resistencia de materiales amb Luis Ortiz Berrocal, UNED, 1976. ISBN 84-362-0651-7